# 闫润泽
闫润泽（Yan Run Ze，1996年1月12日—），北京人，前中国男子羽毛球运动员，現時代表澳大利亚參加國際比賽。

## 簡歷
2014年，闫润泽代表北京队参加全国羽毛球团体锦标赛，获得男子团体第三名。次年1月5日，被国家体育总局竞体司拟授予“运动健将”称号。
2016年，闫润泽代表北京队参加全国羽毛球团体锦标赛，在半决赛中，闫润泽以第三单打身份在决胜场中顶住压力，2:0力克浙江队的国手黄宇翔，帮助队伍以3:2晋级决赛。最终，北京队3:0战胜湖南队获得男子团体冠军。
2017年8月，闫润泽随北京队参加第十三届全运会，获得男子团体冠军。
2017年底，闫润泽移民澳大利亚。次年3月，他出戰澳大利亚全国羽毛球锦标赛，勇夺男单冠军，并且和另一位同为前中国羽毛球队运动员秦金晶合作获得了混双冠军。
2019年2月，闫润泽首次代表澳大利亚出战羽毛球国际赛事，在2019年老挝羽毛球国际系列赛半决赛中，以0比2（10:21、20:22）的比分不敌日本选手奈良岡功大，止步四强。

## 主要比賽成績
只列出曾進入準決賽的國際賽事成績：
| 年份   | 賽事                 | 公開賽級別 | 項目     | 成績   |
| ------ | -------------------- | ---------- | -------- | ------ |
| 2019年 | 老挝羽毛球国际系列赛 | 國際系列賽 | 男子單打 | 半决赛 |
| 2019年 | 北港羽毛球国际赛     | 未來系列賽 | 男子單打 | 準決賽 |
| 2019年 | 怀卡托羽毛球国际赛   | 國際系列賽 | 男子單打 | 準決賽 |

| 2007-2017年 | 首要超級賽 | 超級賽 | 黃金大獎賽 | 大獎賽 | 國際挑戰賽 | 國際系列賽 | 未來系列賽 | 其他 |

| 2018-2026年 | 總決賽 | 超級1000賽 | 超級750賽 | 超級500賽 | 超級300賽 | 超級100賽 | 國際挑戰賽 | 國際系列賽 | 未來系列賽 | 其他 |